# Antonio Bertali
Antonio Bertali, föddes troligen i mars 1605, död 17 april 1669. Han var en italiensk kompositör och violinist under barockens tid. 
Han föddes i Verona och fick där en tidig musikutbildning av Stefano Bernardi. Han var förmodligen från 1624 anställd som hovmusiker i Wien hos kejsaren Ferdinand II. 1649 efterträddes Bertali  av Giovanni Valentini som hovets kapellmästare. Han dog i Wien 1669 och efterträddes som kapellmästare av Giovanni Felice Sances. 
Bertalis kompositioner är skrivna på samma sätt som andra norra italienska kompositörer under den tiden och består av operor, oratorier, ett stort antal liturgiska verk och kammarmusik. Särskilt är hans operor kända för att ha etablerat traditionen till den italiensk operaseria i Wien. Cirka hälften av hans arbete är nu förlorade. Bevarade kopior har gjorts av Bertalis samtida, Pavel Josef Vejvanovský. Några av styckena finns för närvarande i ägo hos Wiens Hofbibliothek, biblioteket i Kremsmünster Abbey och Kroměříž arkiv. Den viktigaste källan för Bertalis verk är emellertid den Viennese Distinta Specificatione- katalogen, som listar flera kompositörer ur Habsburgs hov och ger oss titlar och noter på mer än två tusen kompositioner. 
" Chaconne " eller Ciaccona är kanske hans mest kända verk. 